# Jiří Schams
Jiří Schams (22. září 1972 Praha – 7. ledna 2015 Praha), přezdívaný Regi, byl český voják a válečný veterán, příslušník Útvaru speciálních operací Vojenské policie a Armády České republiky.

## Život a válečné zranění
Už za svých mladých let díky svému nadšení pro US elitní jednotky a výstrojní posedlost dostal přezdívku „Regi“, která vznikla zkratkou ze spojení „Ranger GI“ a provázela jej celý jeho soukromý i profesní život.
Jiří Schams byl těžce zraněn sebevražedným útočníkem během mise ISAF v Afghánistánu v roce 2008. Po tomto útoku zůstal několik měsíců v kómatu a střepina, která mu zůstala v hlavě, mu těžce poškodila mozek a upoutala jej na invalidní vozík. Všechny lékařské předpovědi po jeho návratu byly velmi skeptické a nedávaly mu mnoho zbývajícího času života.

### Boj se zraněním, léčba a propagace nadačního fondu
Jiří Regi Schams absolvoval mnoho lékařských zákroků a rehabilitačních procedur pod vlajkou nově vzniklého nadačního fondu na pomoc válečným veteránům REGI Base I., jehož byl iniciátorem a zároveň nejviditelnější tváří. Navzdory zcela nekompromisním lékařským predikcím, které mu nedávaly žádnou šanci na přežití těžkých poranění mozku, se Regi nikdy nevzdal a o svůj život statečně bojoval. Po šesti letech léčby a rehabilitačních procedur se dokonce za pomocí speciálního přístroje – tzv. exoskeletonu – dokázal na chvíli postavit i na vlastní nohy.
Jiří Schams však svůj boj nakonec prohrál poté, co se jej zmocnila zákeřná zhoubná nemoc. Zemřel 7. ledna 2015 v Ústřední vojenské nemocnici v Praze na rakovinu. Posledního rozloučení s Jiřím Regi Schamsem se ve strašnickém krematoriu zúčastnili nejvyšší představitelé Armády České republiky. Ministr obrany ČR Martin Stropnický prohlásil, že „jeho vůle byla příkladná“. Bývalý český premiér Jan Fischer uvedl, že to byl „výjimečný člověk, nejen voják, ale i jako osobnost. Nikdy neztrácel smysl pro humor a víru v lidské živobytí. Tento člověk bojoval za nás všechny a za všechny hodnoty, které bychom měli umět sdílet. On to uměl až do konce.“

### Pohřeb a pocty
Armáda České republiky uctila při pohřbu památku Jiřího Regi Schamse čestným průletem letounů JAS-39 Gripen nad Prahou. Regi byl a stále zůstává vzorem pro mnohé lidi s podobným postižením. Obrovským odhodláním bojovat se svým zraněním šel a vždy půjde příkladem ostatním. Také byl in memoriam povýšen do hodnosti štábního praporčíka. V září 2021 byla odhalena pamětní deska na domě č. 10 v Kubelíkově ulici na pražském Žižkově. Vojenský historik Eduard Stehlík při té příležitosti připomněl, že Regi byl také špičkový zdravotník, jeden z nejlepších v AČR.